# Oleksandr Tilte
Oleksandr Tilte (Zaporiyia, 10 de abril de 1995) es un jugador de balonmano ucraniano que juega de central en el Beşiktaş JK. Es internacional con la selección de balonmano de Ucrania.
Su primer gran campeonato con la selección fue el Campeonato Europeo de Balonmano Masculino de 2020.

## Clubes
| Club               | País    | Año         |
| ------------------ | ------- | ----------- |
| ZTR Zaporiyia      | Ucrania | 2014 - 2020 |
| SPR Chrobry Glogów | Polonia | 2020 - 2021 |
| Motor Zaporiyia    | Ucrania | 2021 - 2022 |
| SPR Chrobry Glogów | Polonia | 2022 - 2024 |
| Beşiktaş JK        | Turquía | 2024 - Act. |